# Aspidistra lateralis
Aspidistra lateralis är en sparrisväxtart som beskrevs av Tillich. Aspidistra lateralis ingår i släktet Aspidistra och familjen sparrisväxter. Inga underarter finns listade i Catalogue of Life.